# Лана Роудс
Лана Роудс (на английски: Lana Rhoades) е псевдонимът на американската порнографска актриса и еротичен модел Амара Мейпъл (на английски: Amara Maple).

## Биография
Родена е в религиозно семейство, със смесен чешко-словашки произход. Израства в Уисконсин, в село недалеч от границата на Илинойс. След ранното завършване на гимназия, където, освен да учи, практикува гимнастика и е мажоретка, на 17 години се премества в Чикаго. Там започва да работи като сервитьорка в бар и в ресторант. Тя също работи като стриптизьорка.
Дебютира в порно индустрията през април 2016 г. на 19-годишна възраст.
През август 2016 г. е избрана за американското списание „Penthouse“ за „Pet of the Month“. В края на същия месец, участва в друга фотосесия за сайта на Penthouse. Както и за „Playboy Plus“. През август 2017 г. е обявена за модел на месеца и се появява на корицата на списание „Hustler“ през октомври на същата година. Във филмите, Лана участва за първи път в сцени с анален секс и двойно проникване.
На 13 януари 2017 г. Лана е обявена за носител на наградата XBIZ. През октомври същата година получава наградата „NightMoves“ в категорията „Най-добра нова звезда“ (избор на феновете).
Към октомври 2017 г. тя участва в 123 филма.